# Andusia gemmellaformis
Andusia gemmellaformis is een vlinder uit de familie van de Lecithoceridae. De wetenschappelijke naam van de soort is voor het eerst geldig gepubliceerd in 1988 door Omelko.